# Campeonato caboverdiano de fútbol 2015
El Campeonato caboverdiano de fútbol 2015 es la 36.ª edición desde la independencia de Cabo Verde. El torneo lo organiza la Federación caboverdiana de fútbol (FCF). El sábado 10 de enero se procedió al sorteo de los emparejamientos.
CS Mindelense es el equipo defensor del título. Un total de 12 equipos participaron en la competición, el campeón de la edición anterior y los campeones de las 11 ligas regionales.

## Equipos participantes
- CS Mindelense; campeón del campeonato caboverdiano de fútbol 2014
- Académica Operária; campeón del campeonato regional de fútbol de Boavista 2014-15[3]
- Sporting Clube da Brava; campeón del campeonato regional de fútbol de Brava 2014-15[4]
- Spartak D'Aguadinha; campeón del campeonato regional de fútbol de Fogo 2014-15[5]
- Académico 83; campeón del campeonato Regional de Fútbol de Maio 2014-15[3]
- Académico do Aeroporto; campeón del campeonato regional de fútbol de Sal 2014-15[5]
- Paulense Desportivo Clube; campeón del campeonato regional de fútbol de Santo Antão Norte 2014-15[6]
- Académica do Porto Novo; campeón del campeonato regional de fútbol de Santo Antão Sur 2014-15[7]
- FC Ultramarina; campeón del Campeonato regional de fútbol de São Nicolau 2014-15[8]
- FC Derby; subcampeón del campeonato regional de fútbol de São Vicente 2014-15
- Sport Clube Beira-Mar do Tarrafal; campeón del campeonato regional de fútbol de Santiago Norte 2014-15[9]
- FC Boavista; campeón del campeonato regional de fútbol de Santiago Sur 2014-15[10]

### Información de los equipos
| Equipo                    | Localidad               | Estadio                 |
| ------------------------- | ----------------------- | ----------------------- |
| CS Mindelense             | Mindelo                 | Adérito Sena            |
| Paulense Desportivo Clube | Vila das Pombas         | João Serra              |
| FC Boavista               | Praia                   | Várzea                  |
| Académica Operária        | Sal Rei                 | Arsénio Ramos           |
| Académico 83              | Vila do Maio            | 20 de Janeiro           |
| Spartak D'Aguadinha       | São Filipe              | 5 de Julho              |
| Académico do Aeroporto    | Espargos                | Marcelo Leitão          |
| Académica P.N.            | Porto Novo              | Municipal do Porto Novo |
| Ultramarina               | Tarrafal de São Nicolau | Orlando Rodrigues       |
| FC Derby                  | Mindelo                 | Adérito Sena            |
| Sporting Brava            | Nova Sintra             | Aquiles de Oliveira     |
| Beira-Mar                 | Tarrafal                | Tarrafal                |

## Tabla de posiciones
Grupo A
|   | Equipo                        | PJ | PG | PE | PP | GF | GC | DG  | PTS |
| - | ----------------------------- | -- | -- | -- | -- | -- | -- | --- | --- |
| 1 | FC Derby (C)                  | 5  | 5  | 0  | 0  | 12 | 2  | +10 | 15  |
| 2 | Paulense Desportivo Clube (C) | 5  | 3  | 1  | 1  | 6  | 3  | +3  | 10  |
| 3 | Académica do Porto Novo       | 5  | 2  | 1  | 2  | 5  | 5  | 0   | 7   |
| 4 | Académico 83                  | 5  | 2  | 0  | 3  | 5  | 9  | -4  | 6   |
| 5 | Spartak D'Aguadinha           | 5  | 1  | 0  | 4  | 5  | 9  | -4  | 3   |
| 6 | Académica Operária            | 5  | 0  | 2  | 3  | 2  | 7  | -5  | 2   |

Grupo B
|   | Equipo                            | PJ | PG | PE | PP | GF | GC | DG  | PTS |
| - | --------------------------------- | -- | -- | -- | -- | -- | -- | --- | --- |
| 1 | CS Mindelense (C)                 | 5  | 5  | 0  | 0  | 14 | 1  | +13 | 15  |
| 2 | FC Boavista (C)                   | 5  | 4  | 0  | 1  | 14 | 4  | +10 | 12  |
| 3 | Académico do Aeroporto            | 5  | 3  | 0  | 2  | 12 | 9  | +3  | 9   |
| 4 | FC Ultramarina                    | 5  | 2  | 0  | 3  | 12 | 16 | -4  | 6   |
| 5 | Sporting Clube da Brava           | 5  | 0  | 1  | 4  | 5  | 16 | -11 | 1   |
| 6 | Sport Clube Beira-Mar do Tarrafal | 5  | 0  | 1  | 4  | 3  | 14 | -11 | 1   |

(C) Clasificado

## Resultados
| Académica Operária   | 1 - 1 | Paulense       | Arsénio Ramos | 9 de mayo  |
| Spartak              | 1 - 4 | Derby          | 5 de Julho    | 9 de mayo  |
| Académica Porto Novo | 1 - 0 | Académico 83   |               | 10 de mayo |
| Beira-Mar            | 0 - 2 | Boavista       |               | 9 de mayo  |
| Mindelense           | 3 - 0 | Ultramarina    |               | 9 de mayo  |
| Académico Aeroporto  | 2 - 1 | Sporting Brava |               | 3 de junio |

| Académica Operária | 0 - 2 | Spartak              |                   | 17 de mayo |       |
| Derby              | 2 - 1 | Académica Porto Novo |                   | 16 de mayo |       |
| Académico 83       | 1 - 3 | Paulense             | 20 de Janeiro     | 16 de mayo |       |
| Beira-Mar          | 0 - 2 | Mindelense           |                   | 16 de mayo |       |
| Ultramarina        | 2 - 3 | Académico Aeroporto  | Orlando Rodrigues | 17 de mayo | 15:30 |
| Sporting Brava     | 0 - 3 | Boavista             |                   | 17 de mayo |       |

| Derby       | 1 - 0 | Académica Operária   |                   | 24 de mayo | 15:30 |
| Spartak     | 1 - 2 | Académico 83         |                   | 24 de mayo | 15:30 |
| Paulense    | 1 - 0 | Académica Porto Novo |                   | 23 de mayo | 15:30 |
| Ultramarina | 5 - 2 | Beira-Mar            | Orlando Rodrigues | 24 de mayo | 15:30 |
| Mindelense  | 6 - 0 | Sporting Brava       | Adérito Sena      | 23 de mayo | 15:30 |
| Boavista    | 4 - 2 | Académico Aeroporto  |                   | 23 de mayo | 15:30 |

| Paulense             | 0 - 1 | Derby              | João Serra | 31 de mayo |
| Académica Porto Novo | 2 - 1 | Spartak            |            | 30 de mayo |
| Académico 83         | 2 - 0 | Académica Operária |            | 30 de mayo |
| Boavista             | 5 - 1 | Ultramarina        |            | 30 de mayo |
| Académico Aeroporto  | 1 - 2 | Mindelense         |            | 31 de mayo |
| Sporting Brava       | 1 - 1 | Beira-Mar          |            | 31 de mayo |

| Académica Operária | 1 - 1 | Académica Porto Novo |                   | 7 de junio |       |
| Derby              | 4 - 0 | Académico 83         |                   | 7 de junio |       |
| Spartak            | 0 - 1 | Paulense             | 5 de Julho        | 7 de junio |       |
| Beira-Mar          | 0 - 4 | Académico Aeroporto  |                   | 6 de junio |       |
| Ultramarina        | 4 - 3 | Sporting Brava       | Orlando Rodrigues | 7 de junio | 15:30 |
| Mindelense         | 1 - 0 | Boavista             |                   | 6 de junio |       |

Nota: Las fechas de los partidos puede variar en función de las disponibilidad de los viajes entre las islas.

## Fase final
|  | Semifinales   | Semifinales   | Semifinales   | Semifinales | Semifinales |   |          | Final    | Final | Final | Final | Final |
|  |               |               |               |             |             |   |          |          |       |       |       |       |
|  | FC Derby      | FC Derby      | 1             | 2           | 3           |   |          |          |       |       |       |       |
|  | FC Boavista   | FC Boavista   | 2             | 1           | 3           |   |          |          |       |       |       |       |
|  |               |               |               |             |             |   | FC Derby | FC Derby | 1     | 1     | 2     |       |
|  |               | CS Mindelense | CS Mindelense | 1           | 1           | 2 |          |          |       |       |       |       |
|  | CS Mindelense | CS Mindelense | 0             | 2           | 2           |   |          |          |       |       |       |       |
|  | Paulense DC   | Paulense DC   | 1             | 0           | 1           |   |          |          |       |       |       |       |

* En primera fila, el equipo que ejerce de local en el partido de vuelta. 

### Semifinales
| 20 de junio de 2015 | FC Boavista      | 2:1 | FC Derby | Estadio de Várzea, Praia     |                              |
|                     | Givalter 62' 88' |     | Kévy 80' | Árbitro(s): Jaime Figueiredo | Árbitro(s): Jaime Figueiredo |

| 20 de junio de 2015 | Paulense DC | 1:0 | CS Mindelense | Estadio João Serra, Ponta do Sol |  |
|                     | Océano 44'  |     |               |                                  |  |

| 28 de junio de 2015 15:30 (UTC-1) | FC Derby     | 2:1 | FC Boavista | Estadio Adérito Sena, Mindelo |                               |
|                                   | Bena 40' 71' |     | Michel 50'  | Árbitro(s): António Rodrigues | Árbitro(s): António Rodrigues |

| 27 de junio de 2015 15:30 (UTC-1) | CS Mindelense            | 2:0 | Paulense DC | Estadio Adérito Sena, Mindelo |                              |
|                                   | Gauço 21' · Chibaca 111' |     |             | Árbitro(s): Alberto Monteiro  | Árbitro(s): Alberto Monteiro |

### Final
| 4 de julio de 2015, 16:00 (UTC-1) | CS Mindelense | 1:1 | FC Derby | Estadio Adérito Sena, Mindelo |                          |
|                                   | Latche        |     | Quatro   | Árbitro(s): Lenine Rocha      | Árbitro(s): Lenine Rocha |

| 11 de julio de 2015 | FC Derby    | 1:1 | CS Mindelense | Estadio Adérito Sena, Mindelo |  |
|                     | Duque 90+5' |     | Xibaka 37'    |                               |  |

| Campeón CS Mindelense 11.o título |

## Estadísticas
- Máximo goleador: Matxona 6 goles (FC Boavista)
- Portero menos batido: Vozinha (CS Mindelense)
- Mejor jugador: Océano (Paulense)
- Mejor entrenador: Alberto Leite (CS Mindelense)
- Premio Fair Play: Académico do Aeroporto
- Mayor goleada:

Mindelense 6 - 0 Sporting Brava (23 de mayo)
- Partido con más goles:

Ultramarina 5 - 2 Beira-Mar (24 de mayo)
Ultramarina 4 - 3 Sporting Brava (7 de junio)